# 彼得里夫卡 (文尼察區)
49°25′14″N 28°50′17″E / 49.42056°N 28.83806°E
彼得里夫卡（烏克蘭語：Петрівка）是位於烏克蘭西南部的村莊，由文尼察州文尼察區的圖爾比夫市鎮負責管轄。該村始建於1654年，面積0.66平方公里，海拔高度287米，2001年人口108，人口密度每平方公里163.64人。